# 끼선현
끼선현(베트남어: Huyện Kỳ Sơn / 縣祈山)은 베트남 북중부 지방 응에안성의 현이다.

## 행정 구역
끼선현은 1시진, 9사를 관할하고 있다.

### 사
- 박리 사 (Xã Bắc Lý, 北里社)
- 바오남 사 (Xã Bảo Nam, 保南社)
- 바오탕 사 (Xã Bảo Thắng, 保勝社)
- 쩨우르우 사 (Xã Chiêu Lưu, 招留社)
- 도옥마이 사 (Xã Đoọc Mạy, 隊買社)
- 후오이뚜 사 (Xã Huồi Tụ, 懷袖社)
- 흐우끼엠 사 (Xã Hữu Kiệm, 右儉社)
- 흐우럽 사 (Xã Hữu Lập, 右立社)
- 껭두 사 (Xã Keng Đu, 堅都社)
- 므엉아이 사 (Xã Mường Ải, 芒隘社)
- 므엉롱 사 (Xã Mường Lống, 芒壟社)
- 므엉띱 사 (Xã Mường Típ, 芒節社)
- 미리 사 (Xã Mỹ Lý, 美里社)
- 나로이 사 (Xã Na Loi, 那雷社)
- 나응오이 사 (Xã Na Ngoi, 那外社)
- 넘깐 사 (Xã Nậm Càn, 南乾社)
- 넘깐 사 (Xã Nậm Cắn, 南撼社)
- 파다인 사 (Xã Phà Đánh, 柀打社)
- 따까 사 (Xã Tà Cạ, 斜歌社)
- 떠이선 사 (Xã Tây Sơn, 西山社)